# روسلان پیمنف
روسلان پیمنف (روسی: Руслан Валерьевич Пименов؛ زادهٔ ۲۵ نوامبر ۱۹۸۱) یک بازیکن فوتبال اهل روسیه است.
وی همچنین در تیم ملی فوتبال روسیه بازی کرده‌است.